# Pseudopoda brauni
Pseudopoda brauni là một loài nhện trong họ Sparassidae.
Loài này thuộc chi Pseudopoda. Pseudopoda brauni được Peter Jäger miêu tả năm 2001.